# Gert D. Buitenhuis
Gert D. Buitenhuis (Zeist, 5 september 1943) is een Nederlands componist, dirigent en klarinettist.

## Levensloop
Op jeugdige leeftijd speelde hij mee in de Muziekvereniging "Voorwaarts" te Zeist. Buitenhuis studeerde aan het Conservatorium te Utrecht klarinet en piano, en aan het Brabants Conservatorium te Tilburg orkestdirectie. Hij behaalde zijn diploma's met cum laude. Tot zijn leraren behoorden Herman Strategier en Rocus van Yperen.
Met het begin van de zestiger jaren ging hij op 18-jarige leeftijd naar de Marinierskapel van de Koninklijke Marine, waar hij soloklarinettist werd. Eveneens was hij concertmeester en arrangeur voor de kapel. In april 1986 werd hij dirigent van de Marinierskapel en hij behield deze functie tot december 1995. Verder was hij dirigent van de Koninklijk Harmonie Gezelschap "Oefening Baart Kunst" te Zeist en het Lillestrøm Musikkorps uit Noorwegen. Gert Buitenhuis is ook gastdocent aan verschillende Europese conservatoria en een veelgevraagd jurylid bij de federaties en bij het Wereld Muziek Concours te Kerkrade.
In april 1995 ontving hij de koninklijke onderscheiding Ridder in de Orde van Oranje-Nassau met de zwaarden voor zijn muzikale verdiensten. Op 15 juli 2009 heeft hij de Nederlandse Blaasmuziekprijs mogen ontvangen.
Samen met zijn dochter heeft hij de muziekuitgeverij mythen-hollanda gesticht, die vooral zijn composities en bewerkingen voor harmonieorkest publiceert.

## Composities

### Werken voor harmonieorkest
- 1980 V.B.Z. mars
- 2004 Prinses Amalia Mars
- 2004 Zwarte Torren
- Bells of Freedom, voor zes trompetten en drie trombones
- Defileermars van de Nationale Reserve
- Fire on a mountain (Orange Blossom)
- Trumpet Rag
- Festival March
- March for Sven Olaf
- March of the mounted Arms
- Poolster mars
- Prinses Alexia en Ariane mars
- Swarovski March
- Kroningsmars Willem-Alexander